# Quadrispora
Quadrispora là một chi nấm thuộc họ Cortinariaceae. Chi có ba loài có ở Australia.